# Pedrera de Montbau

La Pedrera de Montbau és una antiga pedrera reconvertida en àrea d'estada, coneguda popularment com a plaça del Cargol. Està ubicada al Parc Natural de Collserola, prop de la cruïlla dels carrers Natzaret i Arquitectura del barri de Montbau de Barcelona. La pedrera es va explotar als anys 50 i 60 del segle passat per a extreure'n el granit, que es va fer servir com a àrid en la fabricació de formigó.

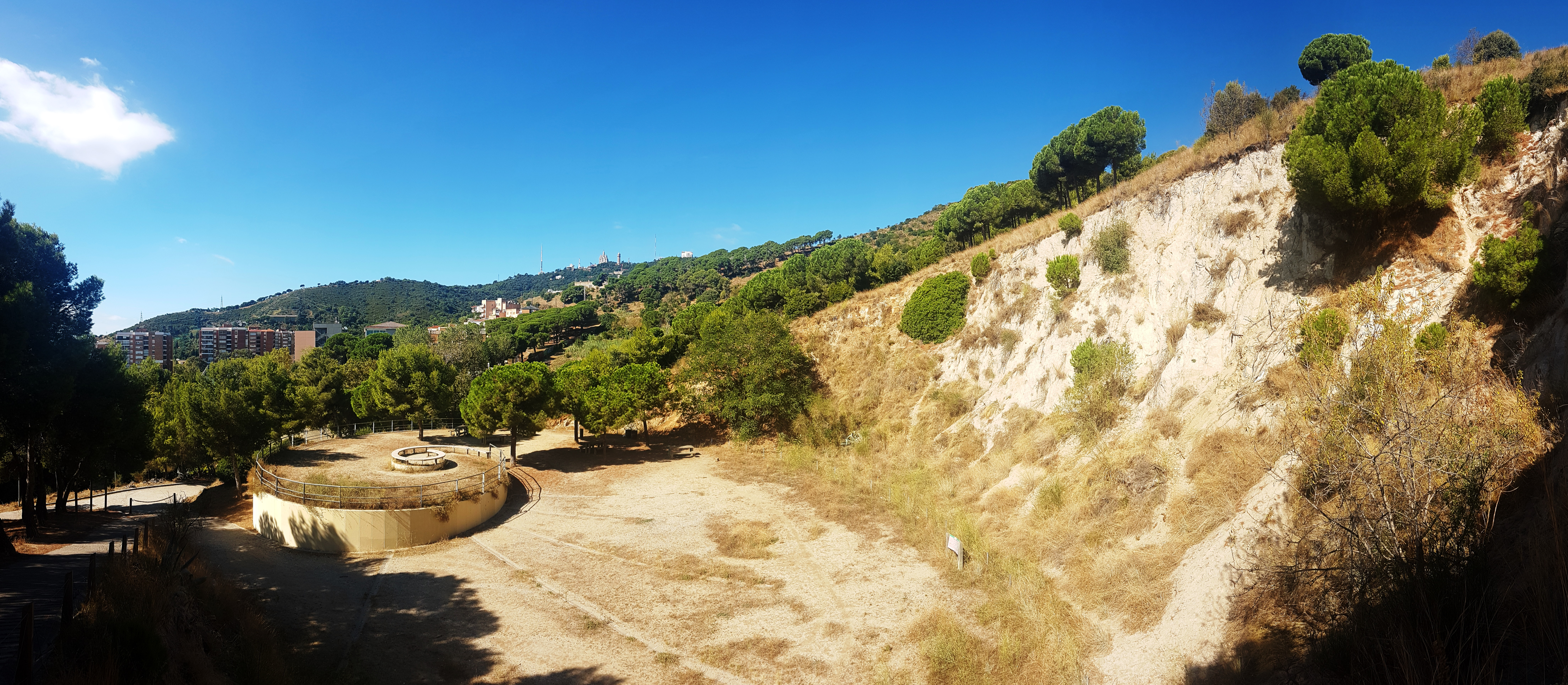
Pedrera de Montbau

L'any 2002 l'Ajuntament de Barcelona i el Consorci del Parc Natural de la Serra de Collserola hi van fer una remodelació, convertint-la en una àrea d'estada. 'L'arranjament d'aquest espai ha defugit camuflar la ferida en el paisatge que ha provocat l'explotació de la pedrera i el contempla com un amfiteatre de trobada. En mig de l'esplanada, els murs de contenció conformen una espiral logarítmica que recorda un cargol, Haliotis parvus, adormit a recer de les parets excavades' (extret del panell informatiu que s'hi va col·locar). L'àrea disposa de 5 taules amb bancs i uns pins que els proporcionen ombra.
Aquesta forma de cargol és la que li ha donat el nom popular, però no apareix al nomenclàtor dels carrers de Barcelona.
L'Ajuntament de Barcelona l'ha inclòs en les Rutes històriques per Horta-Guinardó.